# P. Munch
Peter Rochegune Munch, i hemlandet ofta kallad P. Munch, född 25 juli 1870, död 12 januari 1948, var en dansk historiker och politiker.

## Biografi
Han var en ledande medlem av Radikale Venstre och representerade Langeland i parlamentet. Han var gift med partikamraten och rösträttskämpen Elna Munch.
Munch blev filosofie doktor 1900 med avhandlingen Købstadsstyrelsen i Danmark fra Kristian IV:s Tid til Enevældens Ophør. Han var ledamot av Folketinget från 1909 och ledare för Radikale Venstre, inrikesminister i Carl Theodor Zahles första regering 1909-1910, försvarsminister i Zahles andra regering 1913-20 och 1929-40 utrikesminister i Thorvald Staunings regering. Munch verkade under hela sin tid som politiker för ett nära samarbete med socialdemokraterna. Han ansågs som en duglig och sakkunnig men något doktrinär politiker, särskilt intresserad av utrikespolitiken. Munch var medlem av Danmarks delegation till Nationernas förbund från 1920 och från 1933 Danmarks representant i Folkförbundsrådet. Munch var en energisk förkämpe för frihandel och fred, men vidtog som försvarsminister under första världskriget en rad åtgärder för att stärka Danmarks försvar.
Som Danmarks utrikesminister mellan 1929 och 1940 influerade han starkt dansk utrikespolitik även efter sin tid på posten. Men hans roll under åren som ledde fram till den tyska ockupationen av Danmark gjorde att hans värv blev ifrågasatt.

### Politik under andra världskriget
Munchs försiktiga politik gentemot Tyskland och avvisande hållning till en utbyggnad av det nordiska samarbetet ifråga om försvars- och utrikespolitiken blev efter Tysklands ockupation av Danmark 1940 föremål för skarp kritik. Hans insatser har dock senare omvärderats och vunnit erkännande som en konsekvent och skickligt genomförd politik i ett läge, där andra möjligheter knappast fanns.
Munchs Erindringer (band 1 - 8, 1959-68) utgör en viktig källa till Danmarks politiska historia under perioden 1900 till 1940.